# Saison 2016 de l'équipe cycliste Roth
La saison 2016 de l'équipe cycliste Roth est la troisième de cette équipe.

## Préparation de la saison 2016

### Arrivées et départs
| Arrivées            | Équipe 2015                 |
| ------------------- | --------------------------- |
| Valentin Baillifard | BMC Development             |
| Nicolas Baldo       | Vorarlberg                  |
| David Belda         | Burgos BH                   |
| Dimitri Bussard     | Axial-Entreprise Pierre     |
| Marco D'Urbano      | GM                          |
| Lucas Gaday         | Unieuro Wilier              |
| Grischa Janorschke  | Vorarlberg                  |
| Martin Kohler       | Drapac                      |
| Matthias Krizek     | Felbermayr Simplon Wels     |
| Frank Pasche        | VC Mendrisio-PL Valli       |
| Bruno Pires         | Tinkoff-Saxo                |
| Nicola Toffali      | Zalf Euromobil Désirée Fior |
| Rino Zampilli       | Amore & Vita-Selle SMP      |
| Andrea Zordan       | Androni Giocattoli-Sidermec |

| Départs                | Équipe 2016                 |
| ---------------------- | --------------------------- |
| Miloš Borisavljević    | ?                           |
| Alessio Bottura        | ?                           |
| Michael Bresciani      | Zalf Euromobil Désirée Fior |
| Dimitri Bussard        | ?                           |
| Ricardo Creel          | ?                           |
| Silvan Dieterich       | ?                           |
| Yannick Eckmann        | ?                           |
| Gianluca Ocanha        | ?                           |
| Temesgen Teklehaimanot | ?                           |
| Giacomo Tomio          | ?                           |

## Coureurs et encadrement technique

### Effectif

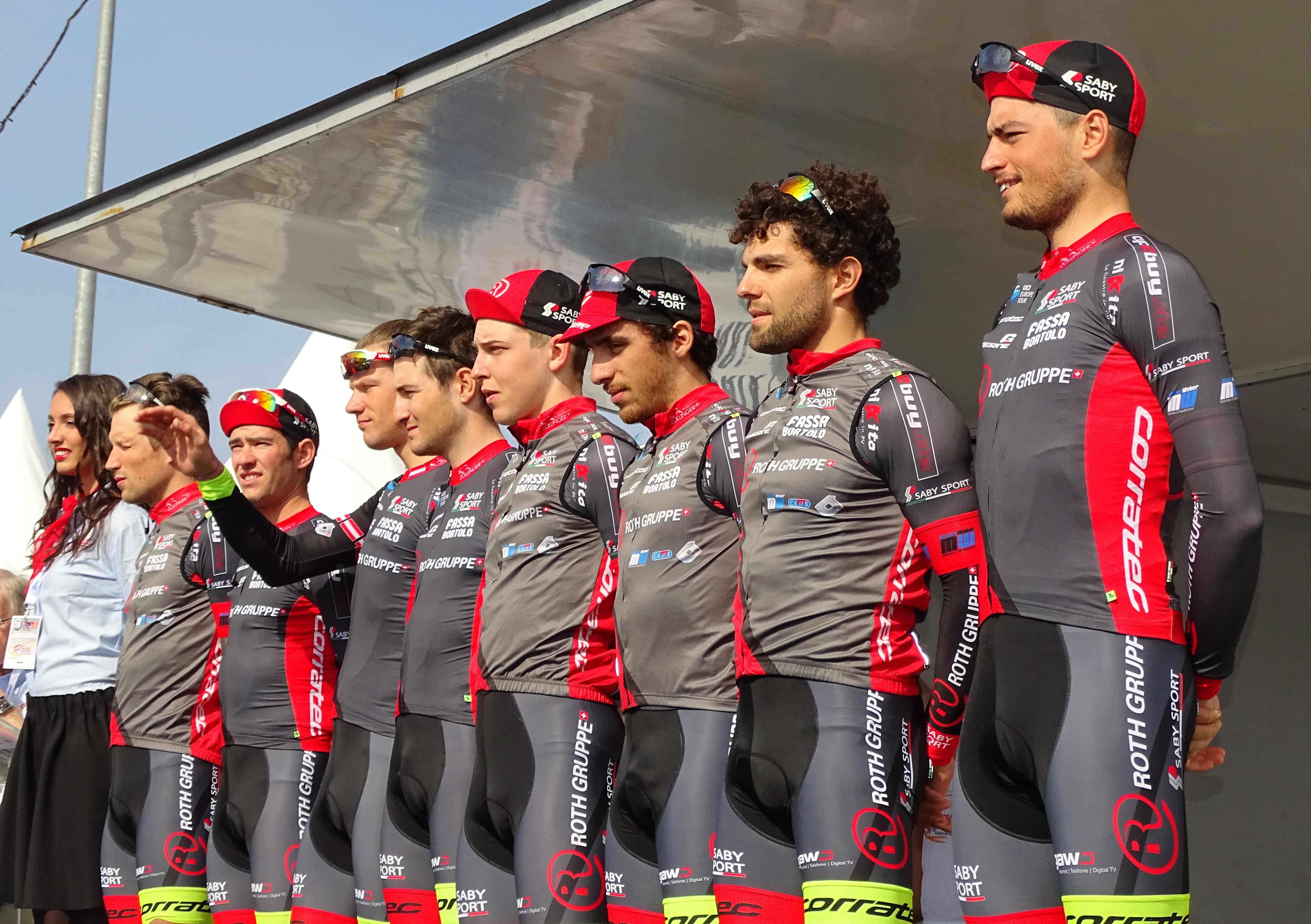
Alberto Cecchin, Nico Brüngger, Matthias Krizek, Roland Thalmann, Giacomo Tomio, Lucas Gaday, Andrea Pasqualon et Nicola Toffali lors du Grand Prix de Denain.

| Cycliste            | Date de naissance | Nationalité | Équipe 2015                 |  |
| ------------------- | ----------------- | ----------- | --------------------------- |  |
| Valentin Baillifard | 25 décembre 1993  | Suisse      | BMC Development             |  |
| Nicolas Baldo       | 10 juin 1984      | France      | Vorarlberg                  |  |
| David Belda         | 18 mars 1983      | Espagne     | Burgos BH                   |  |
| Nico Brüngger       | 2 novembre 1988   | Suisse      | Roth-Škoda                  |  |
| Dimitri Bussard     | 10 juillet 1996   | Suisse      | Axial-Entreprise Pierre     |  |
| Alberto Cecchin     | 8 août 1989       | Italie      | Roth-Škoda                  |  |
| Marco D'Urbano      | 15 août 1991      | Italie      | GM                          |  |
| Lucas Gaday         | 20 février 1993   | Argentine   | Unieuro Wilier              |  |
| Grischa Janorschke  | 30 mai 1987       | Allemagne   | Vorarlberg                  |  |
| Lukas Jaun          | 29 juillet 1991   | Suisse      | Roth-Škoda                  |  |
| Martin Kohler       | 17 juillet 1985   | Suisse      | Drapac                      |  |
| Matthias Krizek     | 29 septembre 1988 | Autriche    | Felbermayr Simplon Wels     |  |
| Tristan Marguet     | 22 août 1987      | Suisse      | Roth-Škoda                  |  |
| Dylan Page          | 5 novembre 1993   | Suisse      | Roth-Škoda                  |  |
| Frank Pasche        | 19 mars 1993      | Suisse      | VC Mendrisio-PL Valli       |  |
| Andrea Pasqualon    | 2 janvier 1988    | Italie      | Roth-Škoda                  |  |
| Bruno Pires         | 15 mai 1981       | Portugal    | Tinkoff-Saxo                |  |
| Colin Stüssi        | 4 juin 1993       | Suisse      | Roth-Škoda                  |  |
| Roland Thalmann     | 5 août 1993       | Suisse      | Roth-Škoda                  |  |
| Nicola Toffali      | 20 octobre 1992   | Italie      | Zalf Euromobil Désirée Fior |  |
| Giacomo Tomio       | 6 juillet 1995    | Italie      | Roth-Škoda                  |  |
| Andrea Vaccher      | 21 décembre 1988  | Italie      | Roth-Škoda                  |  |
| Rino Zampilli       | 7 mars 1984       | Italie      | Amore & Vita-Selle SMP      |  |
| Andrea Zordan       | 11 juillet 1992   | Italie      | Androni Giocattoli-Sidermec |  |

Portraits
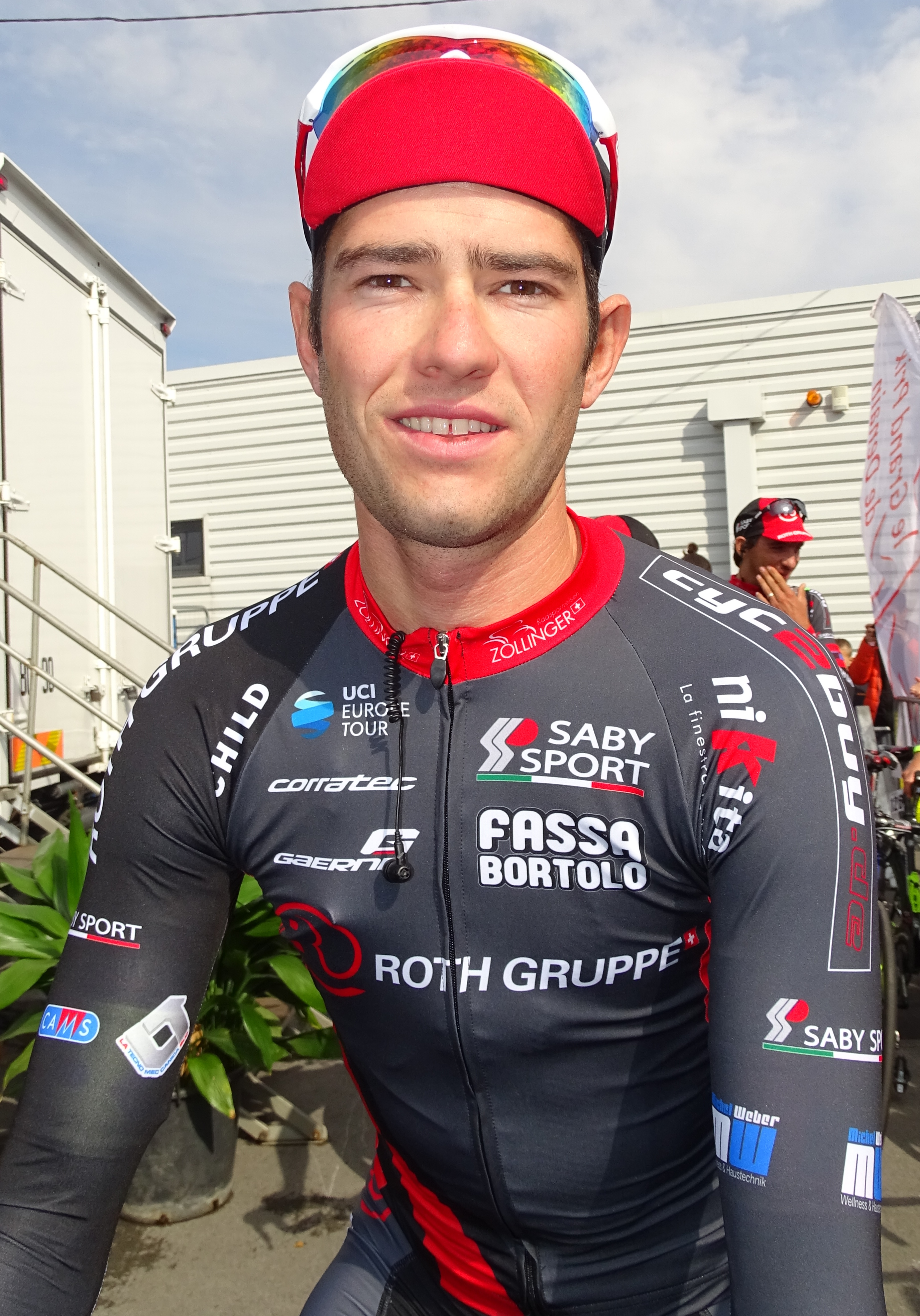
Nico Brüngger.
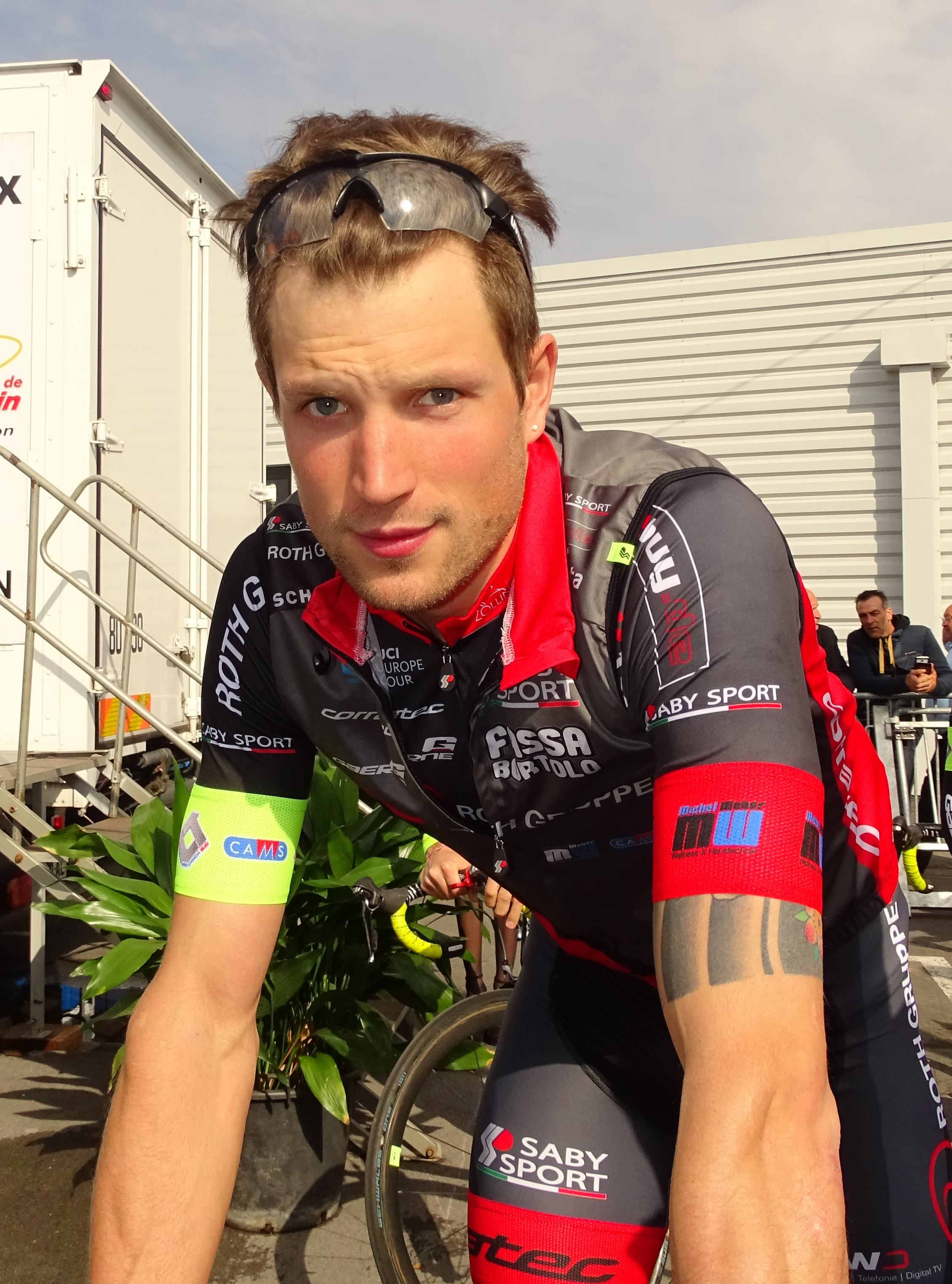
Alberto Cecchin.
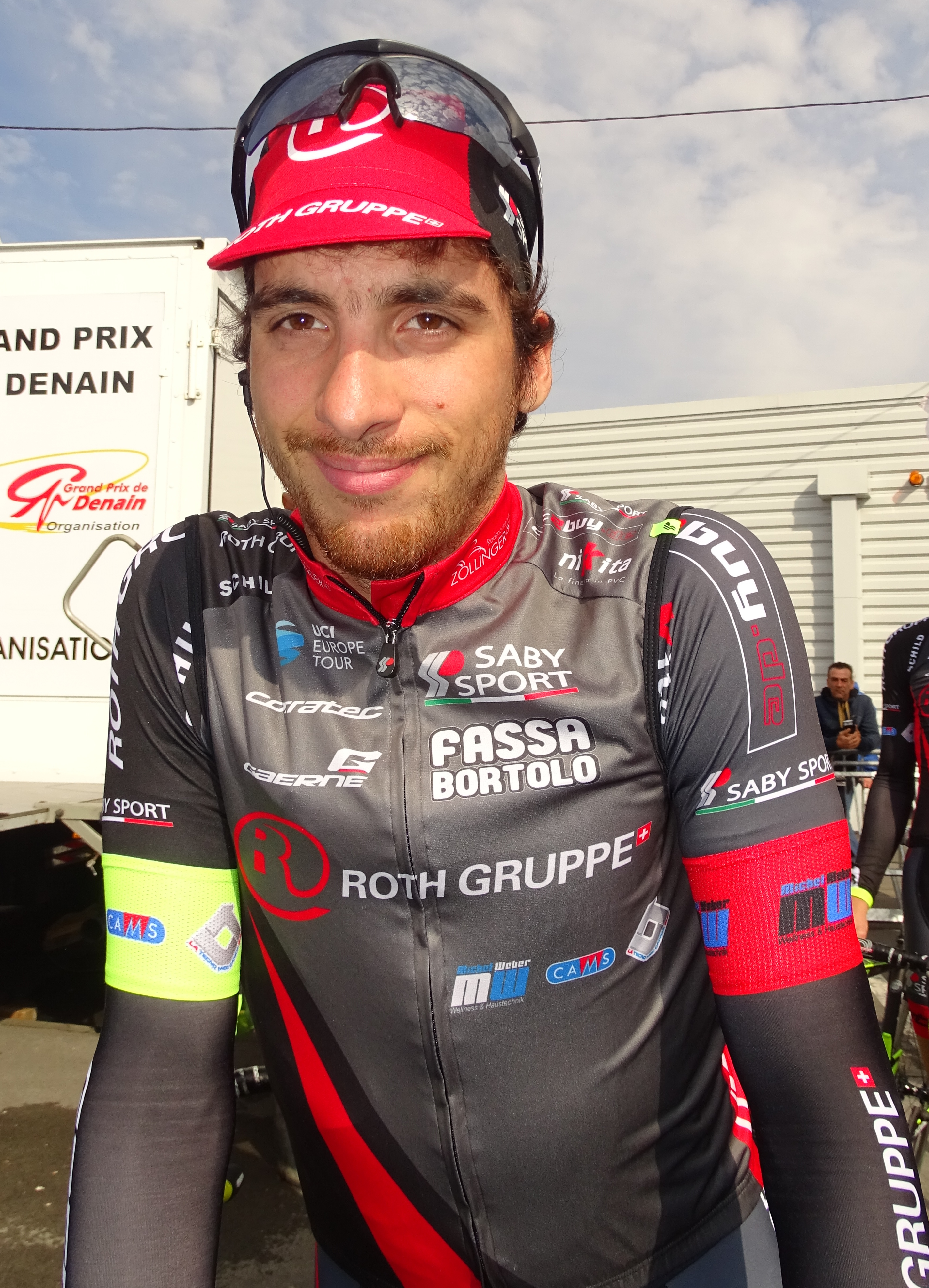
Lucas Gaday.
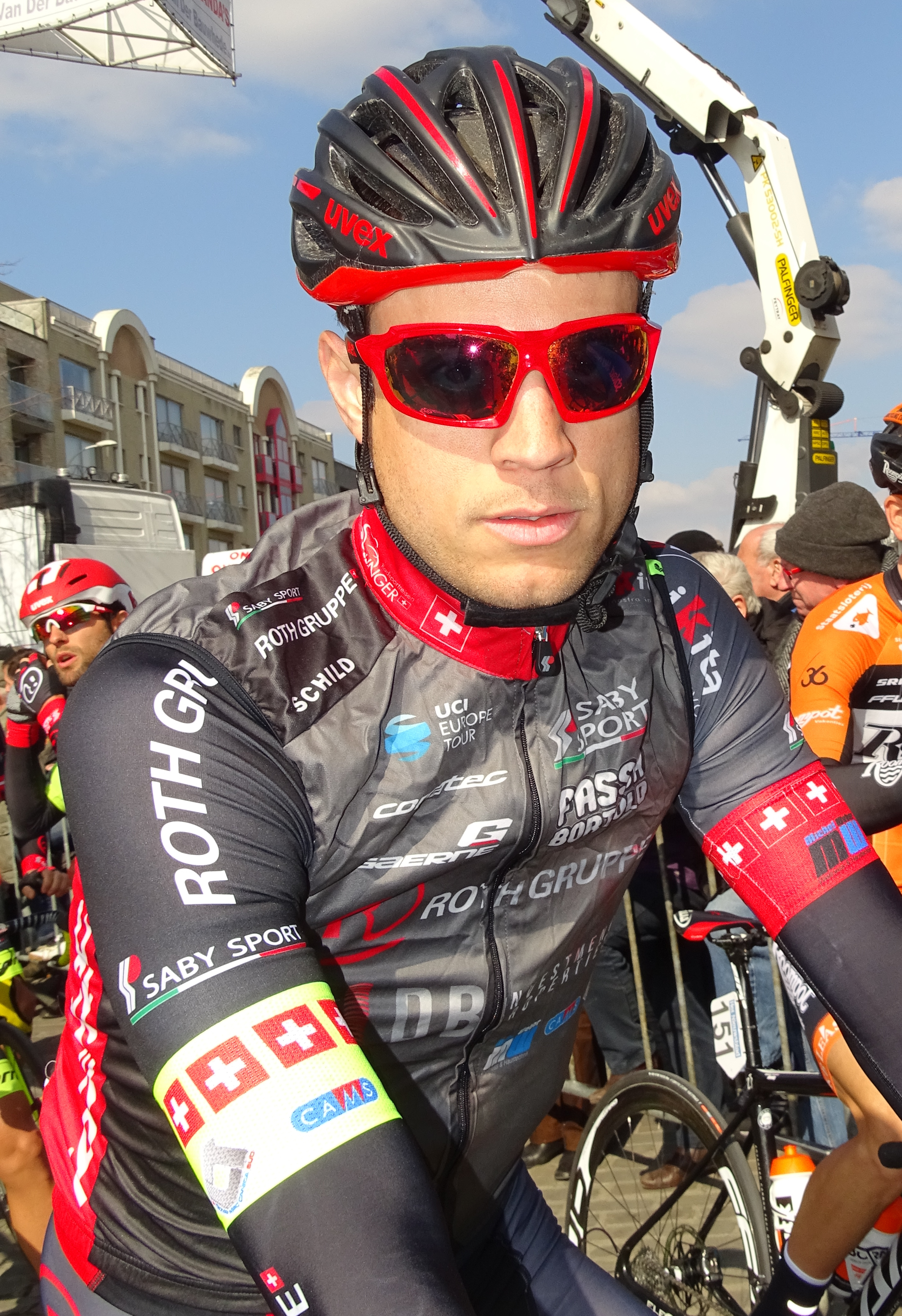
Martin Kohler.
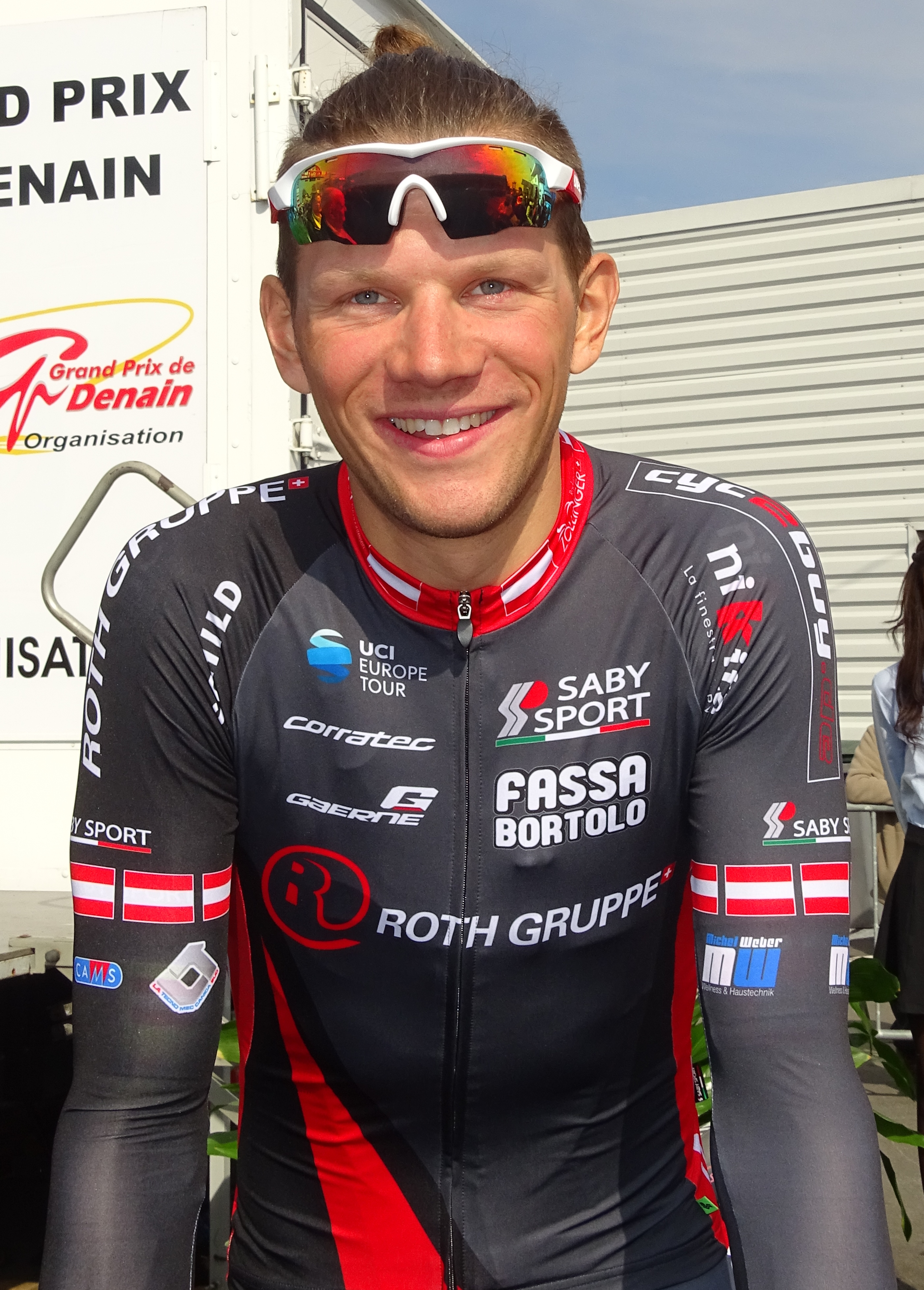
Matthias Krizek.
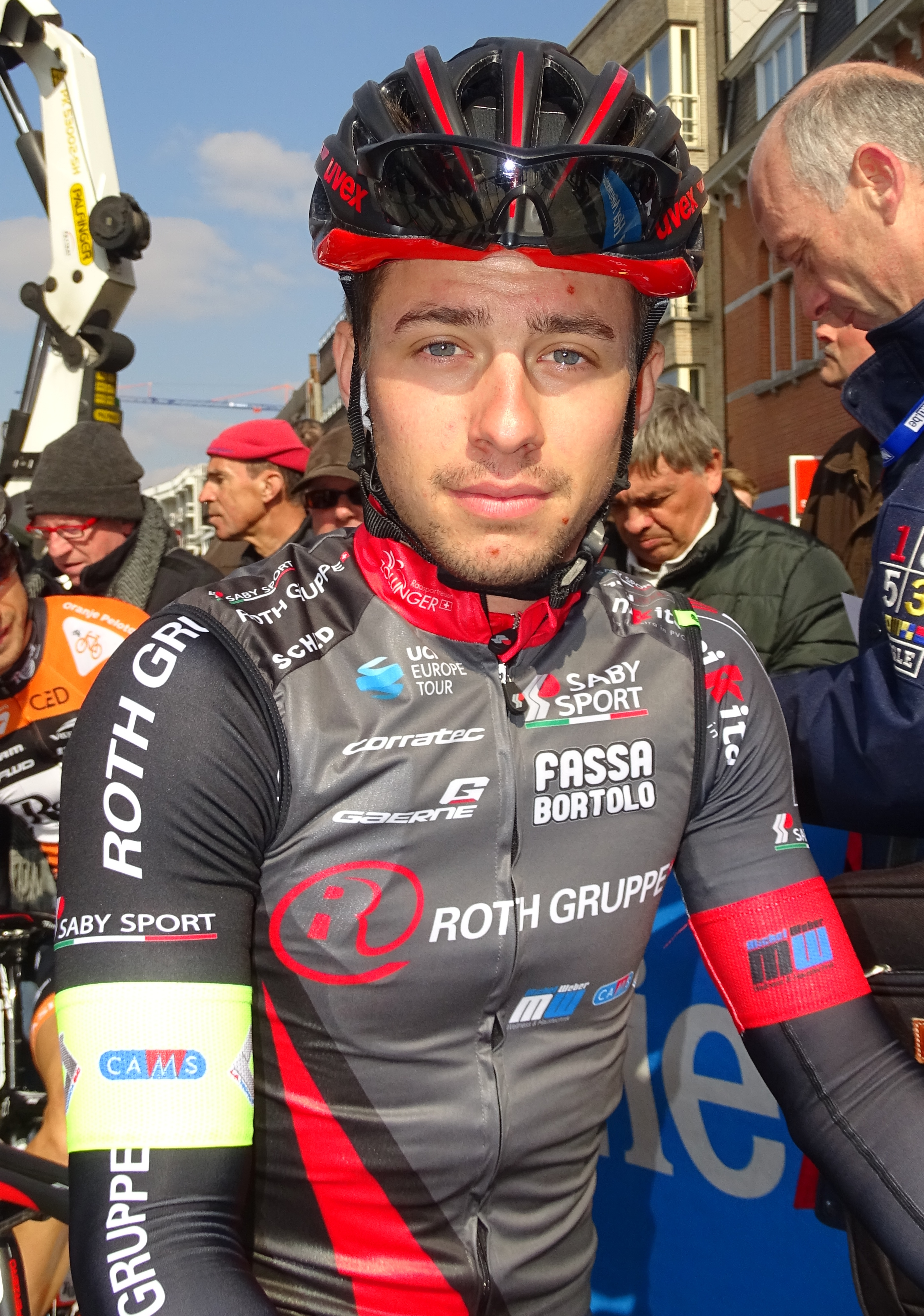
Dylan Page.
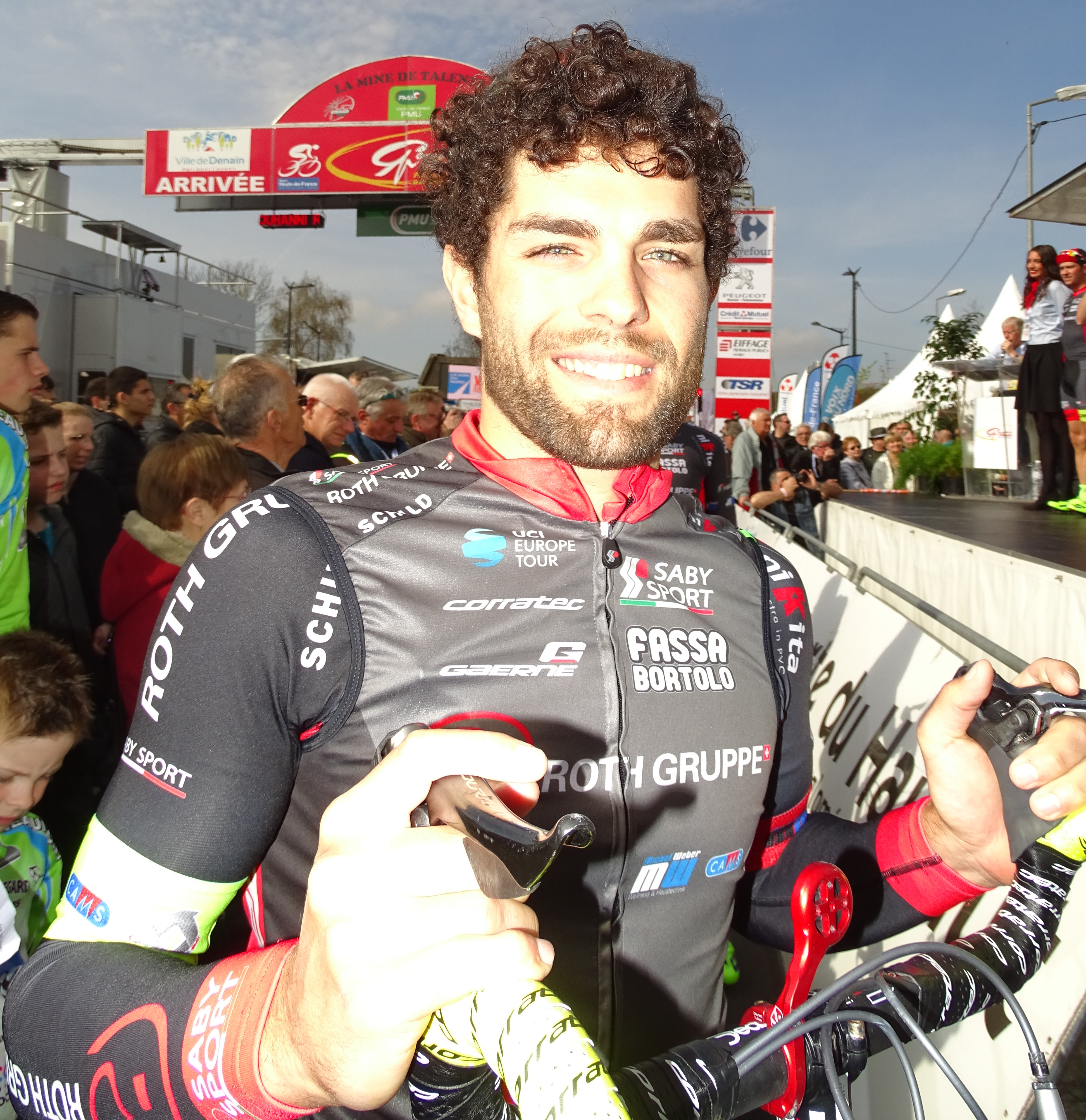
Andrea Pasqualon.
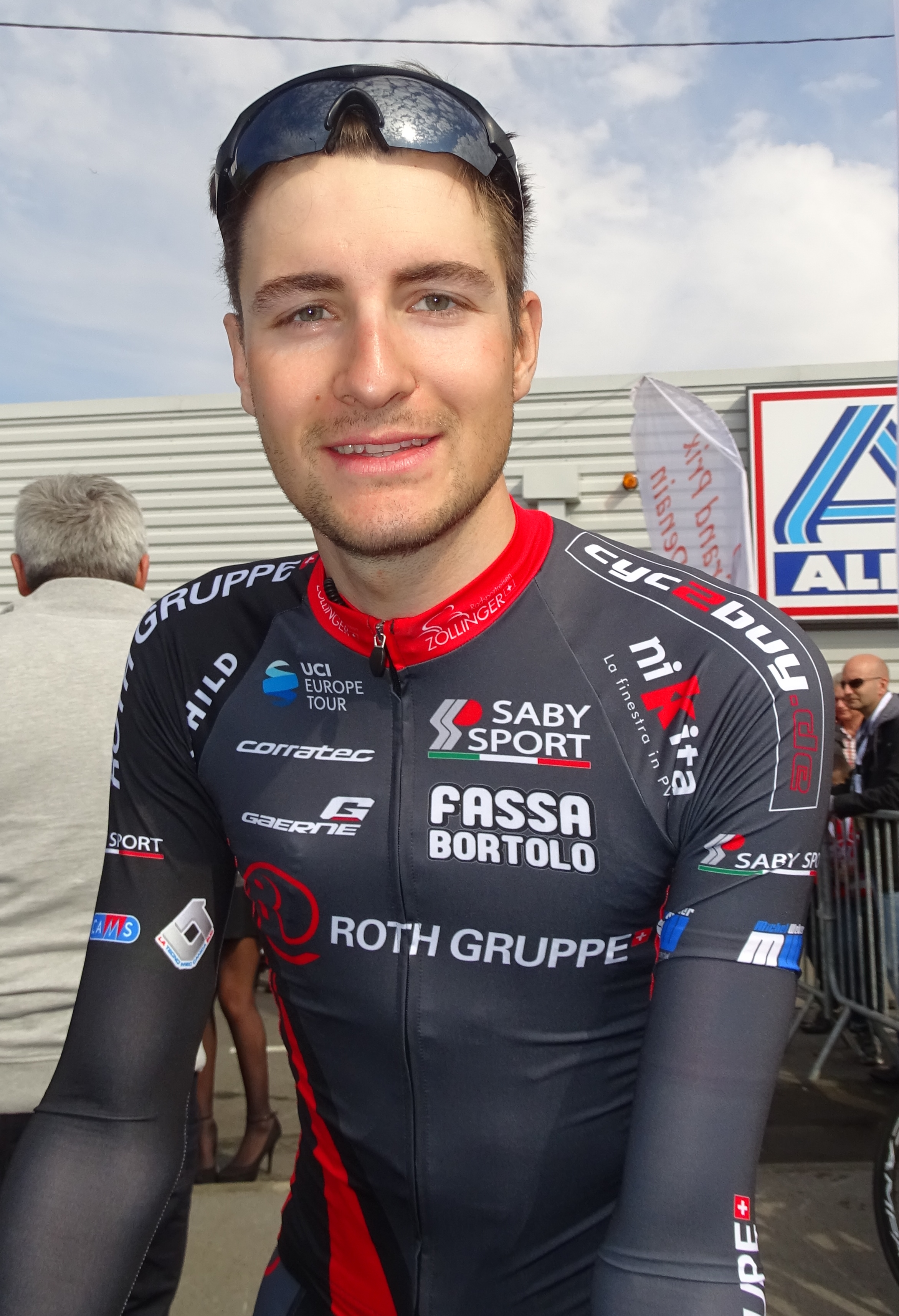
Roland Thalmann.
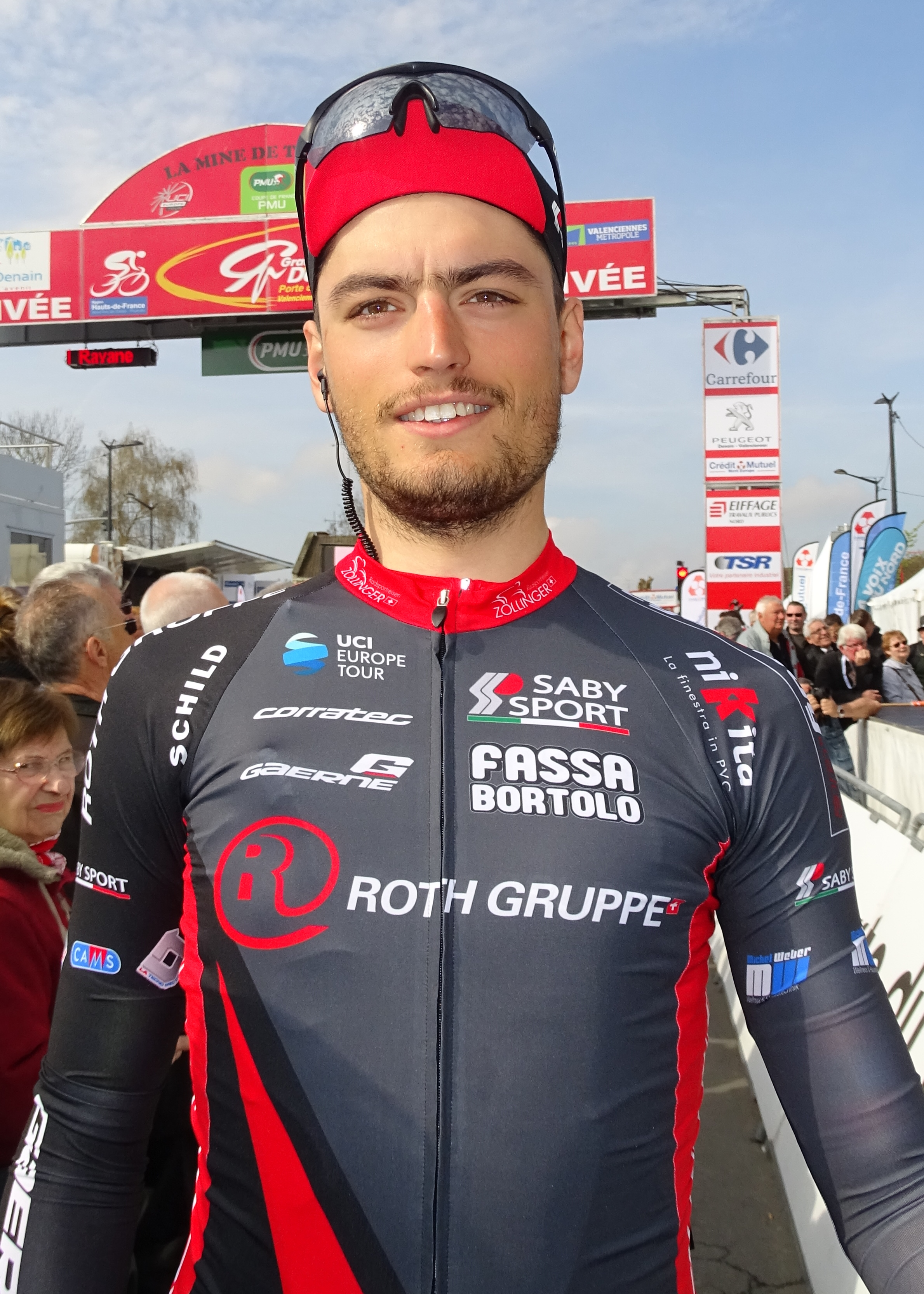
Nicola Toffali.
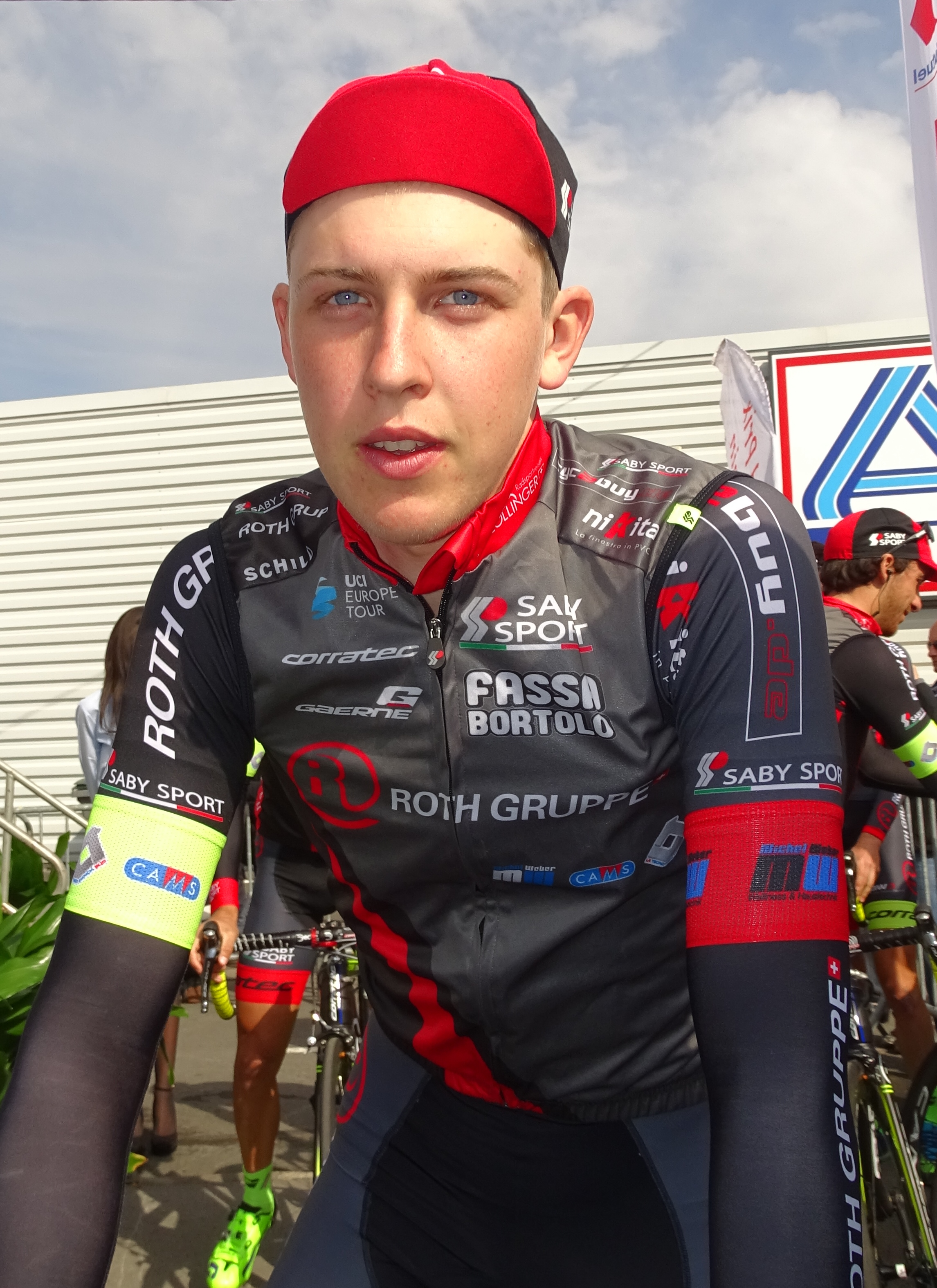
Giacomo Tomio.

## Bilan de la saison

### Victoires
| Date       | Course                         | Pays        | Classe | Vainqueur        |
| ---------- | ------------------------------ | ----------- | ------ | ---------------- |
| 26/04/2016 | 3e étape du Tour de Turquie    | Turquie     | 2.HC   | Alberto Cecchin  |
| 08/05/2016 | 5e étape du Tour d'Azerbaïdjan | Azerbaïdjan | 2.1    | Alberto Cecchin  |
| 09/06/2016 | Grand Prix du canton d'Argovie | Suisse      | 1.HC   | Andrea Pasqualon |
| 03/07/2016 | 1re étape du Tour d'Autriche   | Autriche    | 2.1    | Andrea Pasqualon |
| 04/07/2016 | 2e étape du Tour d'Autriche    | Autriche    | 2.1    | Andrea Pasqualon |
| 06/07/2016 | 4e étape du Tour d'Autriche    | Autriche    | 2.1    | David Belda      |
| 07/07/2016 | 5e étape du Tour d'Autriche    | Autriche    | 2.1    | David Belda      |

### Résultats sur les courses majeures
Les tableaux suivants représentent les résultats de l'équipe dans les principales courses du calendrier international dans lesquelles l'équipe bénéficie d'une invitation (les cinq classiques majeures et les trois grands tours). Pour chaque épreuve est indiqué le meilleur coureur de l'équipe, son classement ainsi que les accessits glanés par Roth sur les courses de trois semaines.

#### Classiques
| Classique            | Milan-San Remo | Tour des Flandres | Paris-Roubaix | Liège-Bastogne-Liège | Tour de Lombardie |
| -------------------- | -------------- | ----------------- | ------------- | -------------------- | ----------------- |
| Coureur (classement) | Non invitée    |                   |               |                      |                   |

#### Grands tours
| Grand tour           | Tour d'Italie | Tour de France | Tour d'Espagne |
| -------------------- | ------------- | -------------- | -------------- |
| Coureur (classement) |               |                |                |
| Accessits            |               |                |                |